# IETF
IETF (prescurtare de la Internet Engineering Task Force) este o comunitate deschisă de arhitecți de rețele, operatori, comercianți și cercetători ale cărei puncte de interes sunt evoluția arhitecturii Internet și functionarea coerentă a Internetului.
Activitatea tehnică este realizată prin munca în echipe, organizate în arii de interes (cum ar fi rutare, transport și securitate) și în cadrul listelor de e-mail. Standardele Internet sunt dezvoltate sub forma „IETF Requests for Comments” (cereri de comentarii), prescurtat RFC, care reprezintă o serie de note care detaliază multe aspecte referitoare la procesul computațional și la procesul de transport al datelor, cu accent pe protocoalele de comunicație, aplicații și concepte.